# قلعه هولاکوخان
بقایای قلعه هولاکوخان مربوط به دوره ساسانیان - سده‌های میانه دوران‌های تاریخی پس از اسلام است و در شهرستان اسکو، بخش ایلخچی، دهستان جزیره، ۲ کیلومتری جنوب روستای آق گنبد واقع شده و این اثر در تاریخ ۲۷ اسفند ۱۳۸۶ با شمارهٔ ثبت ۲۲۵۹۱ به‌عنوان یکی از آثار ملی ایران به ثبت رسیده است.